# بوينغ طراز 360
بوينغ طراز 360 (بالإنجليزية: Boeing Model 360)‏ هي مروحية أختبارية، أنتجت في 1987 بالولايات المتحدة. من صناعة بوينغ لأنظمة الطائرات المروحية. كانت تستخدم بشكل أساسي من قبل بوينغ لأنظمة الطائرات المروحية. كان أول طيران لها في يونيو 10, 1987. صنع منها 1 طائرة.